# 戈布斯坦區
戈布斯坦區是阿塞拜疆的一個區，位於該國東部。面積1,369.4平方公里，1991年人口37,137人。首府戈布斯坦。
1930至1943年以及1960至1990年以前為沙馬基區的一部份。1990年恢復時改現名。